# Frédéric II de Truhendingen
Frédéric II de Truhendingen (mort le 19 mai 1366) est prince-évêque de Bamberg de 1363 à sa mort.

## Biographie
Friedrich II vient de la Maison de Truhendingen.
Au moment de son élection, Urbain V est pape et Charles IV, empereur. Frédéric meurt avant son intronisation officielle. L'épitaphe de Frédéric dans la cathédrale de Bamberg s'inspire de son prédécesseur, Friedrich von Hohenlohe.

## Source, notes et références
- (de) Cet article est partiellement ou en totalité issu de l’article de Wikipédia en allemand intitulé « Friedrich II. von Truhendingen » (voir la liste des auteurs).